# Portugalia w Konkursie Piosenki Eurowizji
Portugalia uczestniczy w Konkursie Piosenki Eurowizji od 1964. Konkursem w kraju zajmuje się nadawca publiczny Rádio e Televisão de Portugal (RTP). Reprezentantem Portugalii jest zwycięzca krajowych selekcji Festival da Canção.
Portugalia zwyciężyła w finale konkursu w 2017 (Salvador Sobral z utworem „Amar pelos dois”), a 63. Konkurs Piosenki Eurowizji w 2018 odbył się w Lizbonie.
Krajowa telewizja zbojkotowała 25. Konkurs Piosenki Eurowizji w 1970 z powodu nierozstrzygnięcia remisu podczas konkursu w 1969. Z powodu słabych wyników stacja nie mogła wystartować w konkursie w 2000, a w kolejnych latach nie wysłała reprezentanta na konkursy w 2002, 2013 i 2016.

## Uczestnictwo
Portugalia uczestniczy w Konkursie Piosenki Eurowizji od 1964. Poniższa tabela uwzględnia nazwiska wszystkich portugalskich reprezentantów, tytuły konkursowych piosenek i wyniki w poszczególnych latach.
| Rok  | Artysta            | Piosenka                                | Język                  | Finał            | Finał            | Półfinał                    | Półfinał                    |
| Rok  | Artysta            | Piosenka                                | Język                  | Miejsce          | Punkty           | Miejsce                     | Punkty                      |
| ---- | ------------------ | --------------------------------------- | ---------------------- | ---------------- | ---------------- | --------------------------- | --------------------------- |
| 1964 | António Calvário   | „Oração”                                | portugalski            | 13               | 0                | Brak rundy półfinałowej     | Brak rundy półfinałowej     |
| 1965 | Simone de Oliveira | „Sol de inverno”                        | portugalski            | 13               | 1                | Brak rundy półfinałowej     | Brak rundy półfinałowej     |
| 1966 | Madalena Iglesias  | „Ele e ela”                             | portugalski            | 13               | 6                | Brak rundy półfinałowej     | Brak rundy półfinałowej     |
| 1967 | Eduardo Nascimento | „O vento mudou”                         | portugalski            | 12               | 3                | Brak rundy półfinałowej     | Brak rundy półfinałowej     |
| 1968 | Carlos Mendes      | „Verão”                                 | portugalski            | 11               | 5                | Brak rundy półfinałowej     | Brak rundy półfinałowej     |
| 1969 | Simone de Oliveira | „Desfolhada portuguesa”                 | portugalski            | 15               | 4                | Brak rundy półfinałowej     | Brak rundy półfinałowej     |
| 1971 | Tonicha            | „Menina do alto da serra”               | portugalski            | 9                | 83               | Brak rundy półfinałowej     | Brak rundy półfinałowej     |
| 1972 | Carlos Mendes      | „A festa da vida”                       | portugalski            | 7                | 90               | Brak rundy półfinałowej     | Brak rundy półfinałowej     |
| 1973 | Fernando Tordo     | „Tourada”                               | portugalski            | 10               | 80               | Brak rundy półfinałowej     | Brak rundy półfinałowej     |
| 1974 | Paulo de Carvalho  | „E depois do adeus”                     | portugalski            | 14               | 3                | Brak rundy półfinałowej     | Brak rundy półfinałowej     |
| 1975 | Duarte Mendes      | „Madrugada”                             | portugalski            | 16               | 16               | Brak rundy półfinałowej     | Brak rundy półfinałowej     |
| 1976 | Carlos do Carmo    | „Uma flor de verde pinho”               | portugalski            | 12               | 24               | Brak rundy półfinałowej     | Brak rundy półfinałowej     |
| 1977 | Os Amigos          | „Portugal no coração”                   | portugalski            | 14               | 18               | Brak rundy półfinałowej     | Brak rundy półfinałowej     |
| 1978 | Gemini             | „Dai li dou”                            | portugalski            | 17               | 5                | Brak rundy półfinałowej     | Brak rundy półfinałowej     |
| 1979 | Manuela Bravo      | „Sobe, sobe, balão sobe”                | portugalski            | 9                | 64               | Brak rundy półfinałowej     | Brak rundy półfinałowej     |
| 1980 | José Cid           | „Um grande, grande amor”                | portugalski            | 7                | 71               | Brak rundy półfinałowej     | Brak rundy półfinałowej     |
| 1981 | Carlos Paião       | „Play-Back”                             | portugalski            | 18               | 9                | Brak rundy półfinałowej     | Brak rundy półfinałowej     |
| 1982 | Doce               | „Bem Bom”                               | portugalski            | 13               | 32               | Brak rundy półfinałowej     | Brak rundy półfinałowej     |
| 1983 | Armando Gama       | „Esta balada que te dou”                | portugalski            | 13               | 33               | Brak rundy półfinałowej     | Brak rundy półfinałowej     |
| 1984 | Maria Guinot       | „Silêncio e tanta gente”                | portugalski            | 11               | 38               | Brak rundy półfinałowej     | Brak rundy półfinałowej     |
| 1985 | Adelaide Ferreira  | „Penso em ti, eu sei”                   | portugalski            | 18               | 9                | Brak rundy półfinałowej     | Brak rundy półfinałowej     |
| 1986 | Dora               | „Não sejas mau para mim”                | portugalski            | 14               | 28               | Brak rundy półfinałowej     | Brak rundy półfinałowej     |
| 1987 | Nevada             | „Neste barco à vela”                    | portugalski            | 18               | 15               | Brak rundy półfinałowej     | Brak rundy półfinałowej     |
| 1988 | Dora               | „Voltarei”                              | portugalski            | 18               | 5                | Brak rundy półfinałowej     | Brak rundy półfinałowej     |
| 1989 | Da Vinci           | „Conquistador”                          | portugalski            | 16               | 39               | Brak rundy półfinałowej     | Brak rundy półfinałowej     |
| 1990 | Nucha              | „Há sempre alguém”                      | portugalski            | 20               | 9                | Brak rundy półfinałowej     | Brak rundy półfinałowej     |
| 1991 | Dulce Pontes       | „Lusitana paixão”                       | portugalski            | 8                | 62               | Brak rundy półfinałowej     | Brak rundy półfinałowej     |
| 1992 | Dina               | „Amor d'água fresca”                    | portugalski            | 17               | 26               | Brak rundy półfinałowej     | Brak rundy półfinałowej     |
| 1993 | Anabela            | „A cidade (até ser dia)”                | portugalski            | 10               | 60               | Kvalifikacija za Millstreet | Kvalifikacija za Millstreet |
| 1994 | Sara Tavares       | „Chamar a música”                       | portugalski            | 8                | 73               | Brak rundy półfinałowej     | Brak rundy półfinałowej     |
| 1995 | Tó Cruz            | „Baunilha e chocolate”                  | portugalski            | 21               | 5                |                             |                             |
| 1996 | Lúcia Moniz        | „O meu coração não tem cor”             | portugalski            | 6                | 92               | 18                          | 32                          |
| 1997 | Célia Lawson       | „Antes do adeus”                        | portugalski            | 24               | 0                | Brak rundy półfinałowej     | Brak rundy półfinałowej     |
| 1998 | Alma Lusa          | „Se eu te pudesse abraça”               | portugalski            | 12               | 36               | Brak rundy półfinałowej     | Brak rundy półfinałowej     |
| 1999 | Rui Bandeira       | „Como tudo começou”                     | portugalski            | 21               | 12               | Brak rundy półfinałowej     | Brak rundy półfinałowej     |
| 2001 | MTM                | „Só sei ser feliz assim”                | portugalski            | 17               | 18               | Brak rundy półfinałowej     | Brak rundy półfinałowej     |
| 2003 | Rita Guerra        | „Deixa-me sonhar (só mais uma vez)”     | portugalski, angielski | 22               | 13               | Brak rundy półfinałowej     | Brak rundy półfinałowej     |
| 2004 | Sofia Vitória      | „Foi magia”                             | portugalski            | –                | –                | 15                          | 38                          |
| 2005 | 2B                 | „Amar”                                  | portugalski, angielski | –                | –                | 17                          | 51                          |
| 2006 | Nonstop            | „Coisas de nada (Gonna Make You Dance)” | portugalski, angielski | –                | –                | 19                          | 26                          |
| 2007 | Sabrina            | „Dança comigo (evm ser feliz)”          | portugalski            | –                | –                | 11                          | 88                          |
| 2008 | Vânia Fernandes    | „Senhora do mar (negras águas)”         | portugalski            | 13               | 69               | 2                           | 120                         |
| 2009 | Flor-de-Lis        | „Todas as ruas do amor”                 | portugalski            | 15               | 57               | 8                           | 70                          |
| 2010 | Filipa Azevedo     | „Há dias assim”                         | portugalski            | 18               | 43               | 4                           | 89                          |
| 2011 | Homens Da Luta     | „Luta é alegria”                        | portugalski            | –                | –                | 18                          | 22                          |
| 2012 | Filipa Sousa       | „Vida minha”                            | portugalski            | –                | –                | 13                          | 39                          |
| 2014 | Suzy               | „Quero ser tua”                         | portugalski            | –                | –                | 11                          | 39                          |
| 2015 | Leonor Andrade     | „Há um mar que nos separa”              | portugalski            | –                | –                | 14                          | 19                          |
| 2017 | Salvador Sobral    | „Amar pelos dois”                       | portugalski            | 1                | 758              | 1                           | 370                         |
| 2018 | Cláudia Pascoal    | „O Jardim”                              | portugalski            | 26               | 39               | Organizator                 | Organizator                 |
| 2019 | Conan Osíris       | „Telemóveis”                            | portugalski            | –                | –                | 15                          | 51                          |
| 2020 | Elisa              | „Medo de sentir”                        | portugalski            | Konkurs odwołany | Konkurs odwołany | Konkurs odwołany            | Konkurs odwołany            |
| 2021 | The Black Mamba    | „Love Is On My Side”                    | angielski              | 12               | 153              | 4                           | 239                         |
| 2022 | Maro               | „Saudade, saudade”                      | portugalski, angielski | 9                | 207              | 4                           | 208                         |
| 2023 | Mimicat            | „Ai coração”                            | portugalski            | 23               | 59               | 9                           | 74                          |
| 2024 | Iolanda            | „Grito”                                 | portugalski            | 10               | 152              | 8                           | 58                          |
| 2025 | Napa               | „Deslocado”                             | portugalski            | 21               | 50               | 9                           | 56                          |

Legenda:
     1. miejsce

## Historia głosowania w finale (1964–2025)
Poniższe tabele pokazują, którym krajom Portugalia przyznaje w finale najwięcej punktów oraz od których państw portugalscy reprezentanci otrzymują najwyższe noty.
| Lp. | Kraj            | Punkty |
| --- | --------------- | ------ |
| 1   | Włochy          | 266    |
| 2   | Hiszpania       | 265    |
| 3   | Wielka Brytania | 198    |
| 4   | Niemcy          | 187    |
| 5   | Francja         | 177    |

| Lp. | Kraj       | Punkty |
| --- | ---------- | ------ |
| 1   | Francja    | 243    |
| 2   | Hiszpania  | 201    |
| 3   | Szwajcaria | 167    |
| 4   | Holandia   | 127    |
| 5   | Islandia   | 87     |
| 5   | Luksemburg | 87     |

## Konkursy Piosenki Eurowizji organizowane w Portugalii
Poniższy spis uwzględnia miejsce organizacji koncertów oraz nazwiska konferansjerów.
| Rok  | Miejsce | Arena        | Prowadzący                                                       |
| ---- | ------- | ------------ | ---------------------------------------------------------------- |
| 2018 | Lizbona | Altice Arena | Sílvia Alberto, Filomena Cautela, Catarina Furtado, Daniela Ruah |

## Nagrody im. Marcela Bezençona
Nagroda Dziennikarzy
| Rok  | Piosenka                        | Artysta         |
| ---- | ------------------------------- | --------------- |
| 2008 | „Senhora do mar (negras águas)” | Vânia Fernandes |

Nagroda Artystyczna
| Rok  | Piosenka          | Artysta         |
| ---- | ----------------- | --------------- |
| 2017 | „Amar pelos dois” | Salvador Sobral |

Nagroda Kompozytorów
| Rok  | Piosenka          | Artysta         | Kompozytor   |
| ---- | ----------------- | --------------- | ------------ |
| 2017 | „Amar pelos dois” | Salvador Sobral | Luísa Sobral |